# Alectra pumila
Alectra pumila är en snyltrotsväxtart som beskrevs av George Bentham. Alectra pumila ingår i släktet Alectra och familjen snyltrotsväxter. Inga underarter finns listade i Catalogue of Life.